# Liberty Star

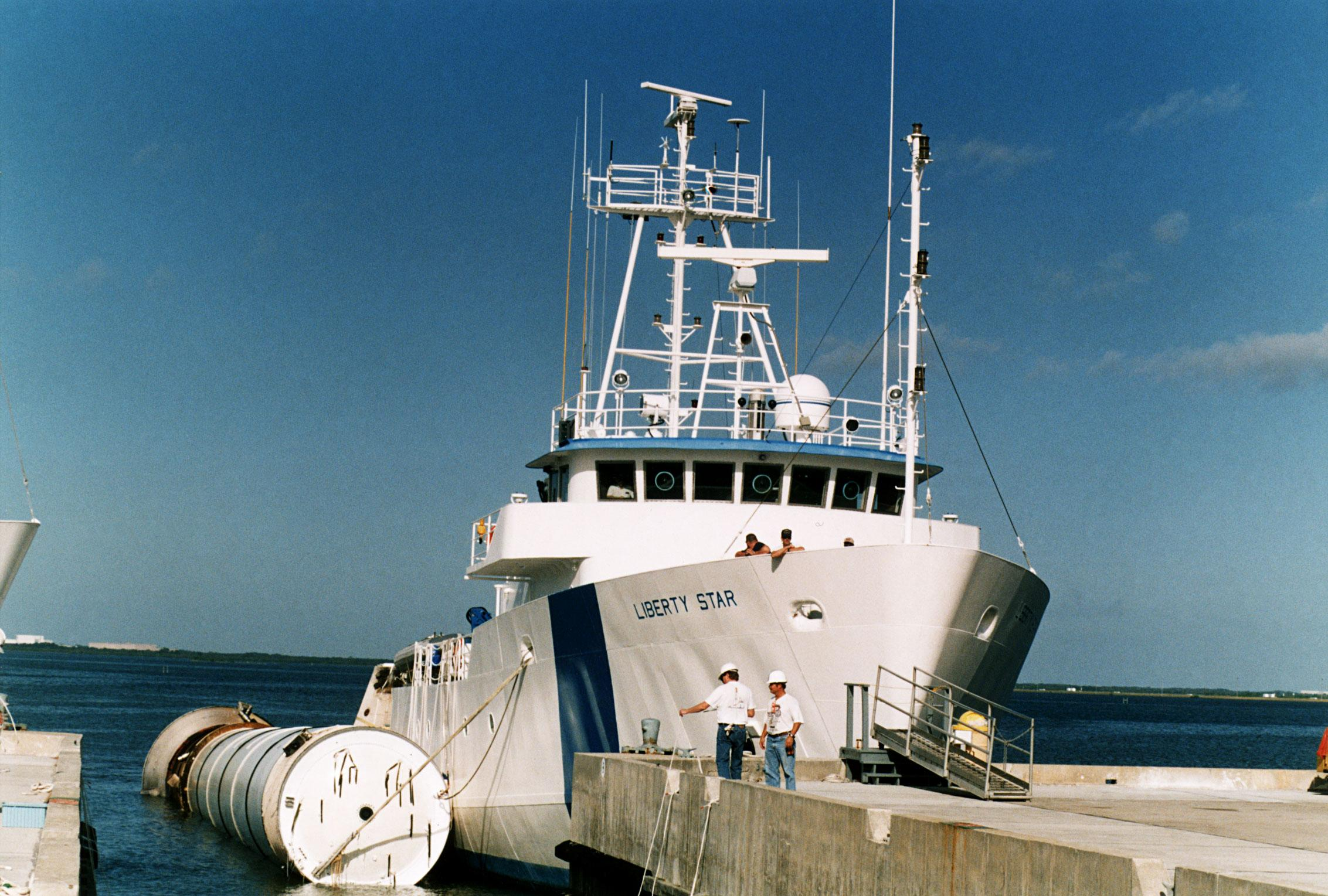
Le Liberty Star

Le Liberty Star est l'un des deux navires de la NASA chargés de récupérer les propulseurs d'appoint (boosters) de la navette spatiale après leur chute dans l'océan.